# Toromelissa nemaglossa
Toromelissa nemaglossa (лат.)— вид пчёл, единственный в составе рода Toromelissa из трибы Emphorini семейства Apidae. Собирательные волоски образуют так называемую корзинку.

## Распространение
Эндемичный неотропический вид, который встречается в Южной Америке: Чили (Атакама, Cachiyuyo).

## Описание
Длина тела 7—8 мм. Наличник с желтым полем; средние голени с сильным наружным апикальным шипом, хорошо заметным из-за редкого опушения голеней; длина первого членика жгутика равна ширине на вершине. От близкого рода Diadasia длинным хоботком proboscis, в простом поперечном градулусе S2 и в направленных дистально, а не назад ветвях голенных скопальных волосков. Проподеальный треугольник самца в значительной степени голый, как и у Diadasia. Задние коготки остроконечные, в отличие от таковых у большинства Diadasia. Желтая область на наличнике отличает Toromelissa от всех Diadasia, кроме представителей группы Dasiapis.

## Классификация
Вид был впервые описан в 1969 году под названием Diadasia nemaglossa Toro and Ruz, 1969, а в 1998 году аргентинский энтомолог Arturo Roig-Alsina выделил его в отдельный монотипический род Toromelissa Roig-Alsina, 1998 из трибы Emphorini семейства Apidae. В отличие от других Emphorini, пчела Toromelissa nemaglossa, известная только из Чили, имеет у своих личинок только пару щетинок на внешней поверхности нижней челюсти, хотя, как и другие таксоны эмфорин, имеет многочисленные рассеянные тонкие щетинковидные сенсиллы на 10-м сегменте брюшка, а также колосовидный кориум нижней челюсти. Ни одна другая личинка пчёл не обладает такой комбинацией признаков.